# Rétinol
Le rétinol est l'une des trois formes disponibles de la vitamine A, avec le rétinal et l'acide rétinoïque. Il fait partie de la classe des rétinoïdes de première génération.
Le rétinol est hydrophobe. Il peut être synthétisé à partir de l'isoprène.

## Équivalent rétinol
Une unité internationale de vitamine A correspond à 0,3 μg de rétinol. Le rétinol est considéré comme l'unité de base, le rétinol-équivalent, ce qui permet de comparer l'activité vitaminique des différents dérivés de la vitamine A.
Rares sont les réactions chimiques dont le taux d'avancement est égal à 1. Ainsi, pour le β-carotène, on parle en termes d'équivalent rétinol. En effet, pour obtenir du rétinol à partir de β-carotène, il doit y avoir réaction chimique catalysée par une dioxygénase, et le rendement est de 1⁄6. Ce qui permet d'obtenir 1 gramme de rétinol à partir de 6 grammes de β-carotène.

### Rétinol dans les produits cosmétiques
Le rétinol est une des formes de vitamine A utilisées par l'industrie cosmétique[source insuffisante]. En stimulant les défenses naturelles de la peau, il aide à lutter contre son vieillissement[source insuffisante]. Le rétinol est devenu au fil du temps l’un des produits phares actifs contre le vieillissement cutané. Il a pu être stabilisé pour la première fois dans une crème par les laboratoires RoC en 1996[source insuffisante].

### Classification ATCdu rétinol
A11CA01

## Rôle biologique

### Embryologie
L'acide rétinoïque, par l'intermédiaire du récepteur de l'acide rétinoïque, affecte le processus de différenciation cellulaire, et donc la croissance et le développement des embryons,. Au cours du développement, il existe un gradient de concentration d'acide rétinoïque le long de l'axe antéropostérieur (tête-queue). Les cellules embryonnaires réagissent différemment à l'acide rétinoïque en fonction de la quantité d'acide rétinoïque présente. Par exemple, chez les vertébrés, le cerveau postérieur forme temporairement huit rhombomères, et chaque rhombomère exprime un ensemble spécifique de gènes.

### Peau
La carence en vitamine A est associée à une sensibilité accrue de la peau aux infections et aux inflammations. La vitamine A semble moduler la réponse immunitaire innée et maintenir l'homéostasie des tissus épithéliaux et des muqueuses grâce à son métabolite, l'acide rétinoïque (AR),. Dans le cadre du système immunitaire inné, les récepteurs Toll-like des cellules de la peau réagissent aux agents pathogènes et aux lésions cellulaires en déclenchant une réponse immunitaire pro-inflammatoire qui comprend une augmentation de la production de RA.
La vitamine A contribue également à maintenir le microbiome de la peau et des follicules pileux en bonne santé, en particulier sur le visage, en réduisant la sécrétion de sébum, qui est une source de nutriments pour les bactéries,.
Le rétinol est essentiel au maintien et à la réparation des tissus épithéliaux qui composent la peau et les muqueuses. Ce n'est pas sans raison que presque tous les produits cosmétiques modernes contiennent des rétinoïdes - ses analogues synthétiques. La vitamine A est utilisée dans le traitement de presque toutes les affections cutanées (acné, boutons, psoriasis, etc.). En cas de lésions cutanées (plaies, coups de soleil), la vitamine A accélère les processus de cicatrisation, stimule la synthèse du collagène, améliore la qualité des tissus et réduit le risque d'infections.  
Le rétinol est un ingrédient anti-âge efficace qui réduit les rides et ridules, améliore la texture et le teint de la peau. Des recherches menées par l'American Academy of Dermatology démontrent une réduction significative des rides en seulement 12 semaines d'utilisation du rétinol. Il cible les ridules autour de la bouche, les pattes d'oie et les lignes de sourcils, qui contribuent toutes au vieillissement. 
Les préparations cosmétiques à base de rétinol favorisent :
- Renouvellement cellulaire. ёё Le rétinol accélère le processus de micro-exfoliation de la peau (effet peeling)[21], ce qui permet de normaliser le cycle de renouvellement cellulaire de l'épiderme.
- Accélération de la synthèse de l'acide hyaluronique, du collagène et de l'élastine, rendant la peau plus ferme et plus élastique et atténuant les rides.
- Épaississement des couches profondes de l'épiderme[22], où l'humidité est retenue, de sorte que la peau reste hydratée plus longtemps.
- Se débarrasser de l'acné. Le rétinol normalise la production de sébum, réduit l'inflammation et aide à rétrécir les pores. Les préparations contenant ce composant sont donc souvent recommandées aux personnes ayant une peau à problèmes.

Il est recommandé d'utiliser des préparations à base de rétinol après l'âge de 25 ans, lorsque les premiers signes de photovieillissement et de rides apparaissent.  

### Erythrocytes
La vitamine A peut être essentielle à la formation normale des globules rouges, ; une carence entraîne des anomalies dans le métabolisme du fer. La vitamine A est essentielle à la production de globules rouges à partir de cellules souches par différenciation rétinoïde.

### Synthèse des glycoprotéines
Des niveaux adéquats de vitamine A sont nécessaires pour la synthèse des glycoprotéines. En cas de carence sévère en vitamine A, la carence en glycoprotéines peut entraîner des ulcères ou une liquéfaction de la cornée.